# Air Nigeria
Air Nigeria – nieistniejąca nigeryjska linia lotnicza z siedzibą w Lagos. Należała do Virgin Group. Głównym węzłem był Port lotniczy Lagos. W 2012 r. linia zaprzestała wszelkiej działalności.